# Charlotte Dordor
Charlotte Dordor est une écrivaine et éditrice française.

## Biographie

### Enfance et formation
Elle est diplômée de lettres classiques.

### Carrière
Elle est éditrice de manuels scolaires.
En 2023, elle publie son premier roman de cli-fi (climate fiction), Le retour de janvier, qui imagine la France face à l’apocalypse,. Elle y raconte l'histoire de Janvier Bonnefoi, déserteur de l'armée française alors que celle-ci doit lutter contre les conséquences du dérèglement climatique dont les maladies, les migrations et le terrorisme. Le personnage doit quitter La Rochelle, sous les eaux, et entame un périple de Corrèze en Auvergne. Il fait partie des six romans encore en lice pour la première édition du Prix Futurs.
En 2024 sort son deuxième roman, Un furieux silence. Il raconte les retrouvailles de frères et sœurs, des décennies après une dispute, dans la maison familiale. Il est le coup de cœur de novembre 2024 du magazine Version Femina,.

### Vie privée
Elle partage son temps entre la région parisienne et l’Auvergne.